# 호텔스컴바인
호텔스컴바인(HotelsCombined)은 2005년에 창립하여 오스트레일리아 시드니에 본사를 둔 기업으로, 메타 검색 엔진을 운영한다.
웹사이트는 40개 이상의 언어, 120개 화폐를 취급하고 있으며, 100개 이상의 여행 사이트 또는 호텔 체인 사이트에서 200만이 넘는 요금제를 제공하고 있다. 직원 수는 200명 이상이다.

## 역사
2005년 유리 샤, 브렌던 매퀸, 마이클 더빈스키가 공동으로 사용자가 같은 장소에서 주요 여행 사이트 중에서 최저가로 검색할 수 있는 호텔 사이트를 만들었다. 이 세명 모두 현재는 Orbitz worldwide의 일부인 HotelClub서 근무하고 있었다.
시작 당초 그들은 자본을 받지 않고 재택 근무를 하고 9개월 만에 개발한 사이트를 공개했다. 이 웹사이트는 소비자를 중심으로 성과를 올리고 1년 이내로 직원을 고용할 수 있게 되었다. 현재 전 세계에서 200여명의 직원을 두고 매월 약 17,00만 사용자가 회사 웹사이트를 방문하고 있다. 웹사이트는 현재 40개 이상의 언어로 번역되어 220여 개국에 배포된다.